# 墨西哥皱领猫
墨西哥皱领猫（英语：Mexican Ruffed Cat）又称纳亚里特皱领猫（Nayarit Ruffed Cat）、皱领猫（Ruffed Cat）是一种出没于墨西哥纳亚里特州的幻影猫。1940年，生物学与神秘动物学家伊万·桑德森设法获得两张皱领猫的毛皮，但在伯利兹的一场洪水两张毛皮却被冲走，未能进一步检查。之后桑德森在墨西哥科利马州市场再度遇见类似的动物毛皮。根据桑德森的记录，皱领猫长7英尺（2.1米）、短尾巴、毛发呈棕色、身体两侧与腿部有波浪形条纹。一些神秘动物学家认为，皱领猫是幸存的剑齿虎，而另一观点则认为是巨型家猫，其它观点还包括：猫科新种、美洲虎或猞猁亚种等。